# Passiflora morifolia
Passiflora morifolia je biljka iz porodice Passifloraceae. Na engleskom ju zovu blue sweet calabash (prevedeno na hrvatski: plavi slatki kalabaš), a na njemačkom Maulbeerblättrige Passionsblume (prevedeno na hrvatski: dudovolista pasijonka).

### Sinonimi
- heterotipni
  - Passiflora erosa Rusby, Bull. New York Bot. Gard. 4: 363. 1907.
  - Passiflora heydei Killip,. Wash. Acad. Sci. 12: 258. 1922.
  - Passiflora warmingii Mast., Fl. Bras. (Martius) 13(1): 554. 1872.
  - Passiflora warmingii subsp. chacoensis R.E. Fr., Ark. Bot. 8(8): 4 (t. 1). 1909.
  - Passiflora weberiana Mast., frev. Hort. 57: 114, 113. 1885.